# Nicodim Măndiță

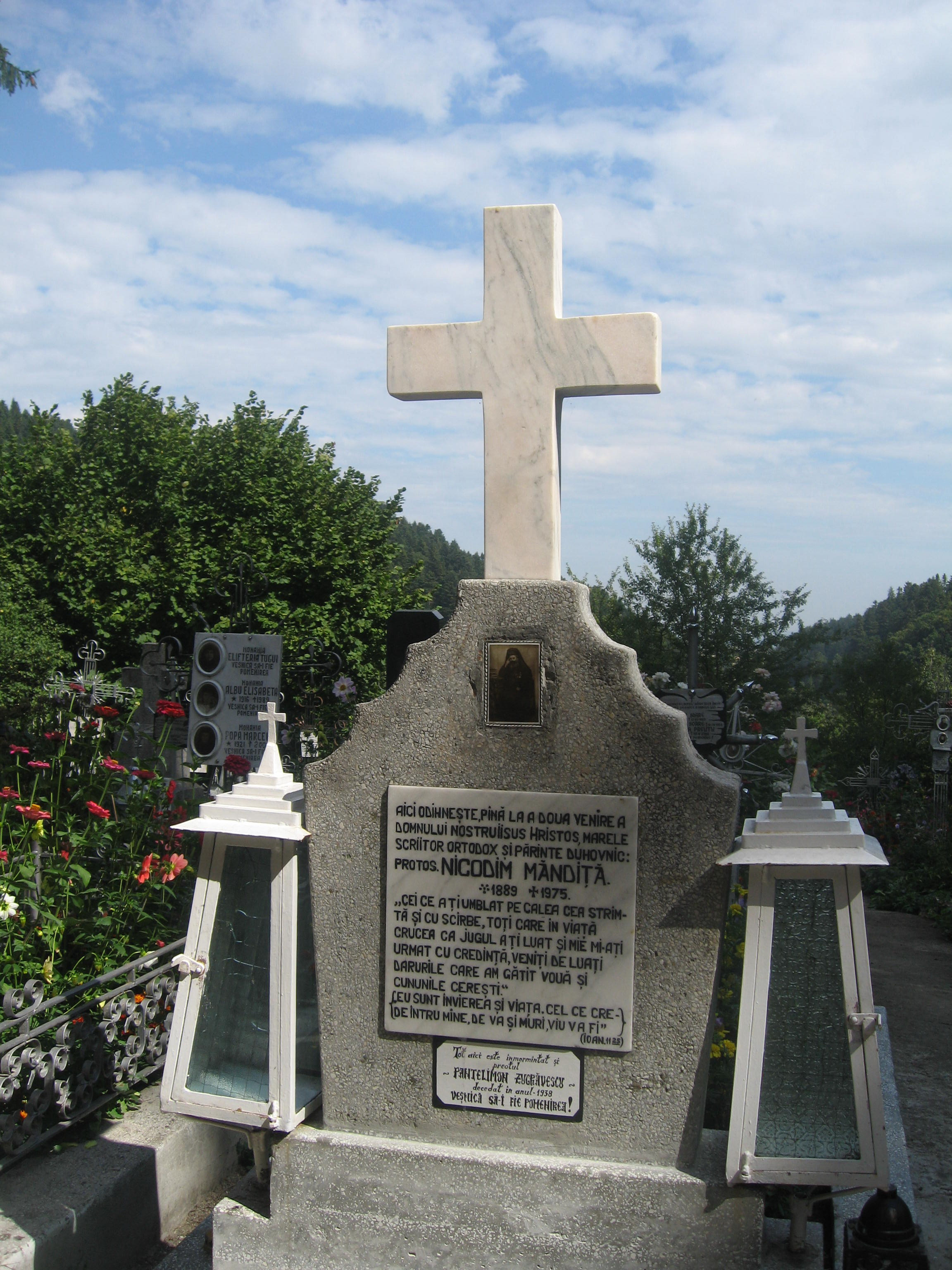
Mormântul protos. Nicodim Măndiță de la Mănăstirea Agapia.

Nicodim Măndiță (n. 28 octombrie 1889, Bunești, România – d. 6 iulie 1975, Mănăstirea Agapia, Neamț, România) a fost un scriitor și duhovnic ortodox român, viețuitor al Mănăstirii Agapia. 

## Biografie
S-a născut în anul 1889 într-un sat din județul Argeș, în familia țăranilor Ioniță și Filofteia Măndiță, primind la botez numele de Nicolae. A absolvit numai cinci clase elementare.  Între anii 1911-1918 a fost înrolat în armată, participând la campania din 1913 din Bulgaria și la luptele din timpul primului război mondial. 
În anul 1920 s-a călugărit la Schitul Măgura Ocnei, cu numele de Nicodim, fiind hirotonit ca ieromonah în vara aceluiași an. A slujit apoi ca preot misionar in satul Schitul Frumoasa-Bacău (1921-1923), duhovnic la Mănăstirea de maici Giurgeni-Roman (1923-1925) și preot misionar în satele Pâclișa-Alba, Hășmașul Ciceului și Leurda Gârboului-Cluj din Transilvania (1925-1935).
În următorii 40 de ani a fost duhovnic la mănăstiri de maici: la Agapia (1935-1945), la Văratec (1945-1962) și din nou la Agapia (1962-1975). A primit rangul monahal de protosinghel.
În perioada regimului comunist (1948-1964), a scris cărți de învățături duhovnicești, cu conținut anticomunist, care erau multiplicate de colaboratori și distribuite în diferite localități printr-o rețea de colportaj. Acuzat de "infracțiunile de răspândire de publicații interzise", a fost condamnat prin sentința penală nr. 38 a Tribunalului Militar București dată în ședința din 22 ianuarie 1965 la 8 ani închisoare corecțională.  Ținându-se seama de vârsta și boala de care suferea părintele Nicodim, completul Tribunalului Militar București s-a deplasat în orașul Târgu Neamț. Părintele Măndiță a fost arestat și încarcerat în Penitenciarul Aiud, iar cele 500.000 de cărți confiscate au fost trimise la topit. 
După un an și jumătate de închisoare, i-a fost anulat restul de pedeapsă și i s-a permis să revină la Mănăstirea Agapia, unde se retrăsese ca pensionar din anul 1962. A murit la Agapia în anul 1975, la vârsta de 86 ani, și a fost înmormântat în cimitirul mănăstirii.

## Cărți publicate
- Rugăciunea lui Iisus (Ed. Ortodoxox Kypseli, Tesalonic, 1996)
- Învățături despre rugăciune (Ed. Agapis, 1997)
- Îndrumar pentru spovedanie (Ed. Agapis, 1997)
- Viața Maicii Domnului (Ed. Agapis, 1997)
- Oglindă Duhovnicească (Ed. Agapis, 1998)
- Vrednicia sufletului (Ed. Agapis, 1998)
- Îndreptar pentru spovedanie (Ed. Agapis, 2001)
- Al cui chip să purtăm? (Ed. Agapis, 2003)
- Dai voință iei putere (Ed. Agapis, 2003)
- Despre păcatul înjurăturilor (Ed. Agapis, 2003)
- Judecata particulară a sufletului omenesc după ieșirea din corp (Ed. Agapis, 2003; reeditată în 2006)
- Pacea părinților cu pruncii lor (Ed. Agapis, 2005)
- Priveghiul creștinesc (Ed. Agapis, 2005)
- Ce să facem și ce nu trebuie să facem în Sfânta Biserică (Ed. Agapis, 2007)
- Capcanele iadului (Ed. Agapis, 2007)
- Minunile Maicii Domnului (Ed. Agapis, 2008)
- Vămile văzduhului și mărturii despre existența lor (Ed. Agapis, 2008)
- Păcatul furtului (Ed. Agapis, 2008)
- Fumatul este un păcat? (Ed. Agapis, 2008)
- Oglindă duhovnicească - 6 vol. (Ed. Agapis, 2008-2009)